# Giovanna Meneghini
Giovanna Meneghini (Bolzano Vicentino, 23 maggio 1868 – Breganze, 2 marzo 1918) è stata una religiosa e educatrice italiana, fondatrice della congregazione religiosa delle "Suore Orsoline del Sacro Cuore di Maria".

## Biografia
Figlia di pastori di Grigno, nasce in una stalla nei pressi di Bolzano Vicentino, mentre i genitori vi si trovano con il gregge.
Nel 1872 viene inviata in famiglia dagli zii a Breganze dove i genitori pensano possa avere una vita migliore.
Breganze a quel tempo può essere definito il "feudo" dei fratelli sacerdoti Scotton Jacopo (1834-1909), Andrea (1838-1915) e Gottardo (1845-1916) dirigenti dell'Opera dei Congressi noti per la loro intransigenza contro il modernismo imperante dei tempi.
Il 1º giugno 1880 accetta l'invito del suo padre spirituale don Andrea Scotton ed entra a far parte della Compagnia di Santa Orsola fondata da Santa Angela Merici.
Dopo diverse esperienze di carattere sociale, nel 1907 su suggerimento del gesuita padre Maffeo Franzini, prende in affitto una casetta ed inizia la sua opera di fondazione di una nuova comunità religiosa.

Solo nel 1913, ottiene l'approvazione canonica in Congregazione religiosa, la quale prende il nome di "Suore Orsoline del Sacro Cuore di Maria.
Il Vescovo Pietro Nonis, avvia il processo diocesano per la beatificazione il 9 marzo 1997, dopo il nulla osta della Congregazione delle Cause dei Santi, del 2 dicembre 1996